# Смртић
Смртић је насељено мјесто у Западној Славонији. Припада општини Горњи Богићевци, у Бродско-посавској жупанији, Република Хрватска.

## Географија
Налази се око 3 км сјевероисточно од Горњих Богићеваца.

## Историја
На пописима становништва у Југославији од 1961. до 1991, насеље је било у саставу старе општине Нова Градишка. Смртић се од распада Југославије до маја 1995. године налазио у Републици Српској Крајини.

## Становништво
Према попису становништва из 2011. године, насеље Смртић је имало 292 становника.
| Националност       | 2001. | 1991. | 1981. | 1971. | 1961. |
| Срби               | 54    | 457   | 332   | 434   | 345   |
| Југословени        | —     | 15    | 81    |       |       |
| Хрвати             | 250   | 11    | 9     | 7     | 27    |
| Македонци          |       |       |       | 1     |       |
| остали и непознато | 34    | 3     | 3     |       |       |
| Укупно             | 338   | 486   | 425   | 442   | 372   |

| Демографија | Демографија | Демографија |
| Година      | Становника  | Становника  |
| ----------- | ----------- | ----------- |
| 1961.       | 372         |             |
| 1971.       | 442         |             |
| 1981.       | 425         |             |
| 1991.       | 486         |             |
| 2001.       | 338         |             |
| 2011.       |             | 292         |

## Попис 1991.
На попису становништва 1991. године, насељено место Смртић је имало 486 становника, следећег националног састава:
| Попис 1991.‍ | Попис 1991.‍ | Попис 1991.‍ | Попис 1991.‍ | Попис 1991.‍ |
| ----------- | ----------- | ----------- | ----------- | ----------- |
|             |             |             |             |             |
| Срби        | Срби        |             | 457         | 94,03%      |
| Југословени | Југословени |             | 15          | 3,08%       |
| Хрвати      | Хрвати      |             | 11          | 2,26%       |
| Македонци   | Македонци   |             | 1           | 0,20%       |
| непознато   | непознато   |             | 2           | 0,41%       |
| укупно: 486 |             |             |             |             |

## Знамените личности
- Душан Чалић, народни херој Југославије